# Бахтеев, Фатих Хафизович
Фати́х Хафи́зович Бахте́ев (24 ноября [7 декабря] 1905, с. Средняя Елюзань, Саратовская губерния — 2 сентября 1982, Москва) — советский ботаник, селекционер, доктор сельскохозяйственных наук (1947), профессор (1954), ближайший сотрудник Н. И. Вавилова по ВИРу, активный популяризатор его жизни и деятельности.

## Биография
Фатих Хафизович Бахтеев родился в крестьянской семье. Рано потеряв родителей, воспитывался в Кузнецком детском доме (1919—1922).
1922—1925 гг. — учёба в Саратовском коммунистическом университете (ныне Поволжский институт управления имени П. А. Столыпина РАНХиГС).
1925—1928 гг. — на руководящей комсомольской работе.
1931 г. — окончил Саратовский сельскохозяйственный институт по специальности агронома-селекционера-семеновода, работал агрономом Разметинской НТС.
1932 г. — аспирант Всесоюзного института растениеводства (ВИР), научный руководитель — К. И. Пангало.
1935 г. — защитил кандидатскую диссертации на тему: «Географическая изменчивость длины вегетационного периода разных типов ячменя».
1935—1940 гг. — заведующий секции ячменей ВИРа.
1940—1942 гг. — заведующий группой кормопроизводства, а затем директор Мурманской областной сельскохозяйственной станции, занимался вопросами кормопроизводства в Заполярье.
1943—1945 гг. — заведующий лабораторией зернобобовых культур Института зернового хозяйства в Немчиновке.
1945—1948 гг. — старший научный сотрудник Ботанического сада АН СССР.
1947 г. — защитил докторскую диссертации в Тимирязевской академии: «Эколого-географические основы филогении и селекции ячменей Hordeum sativum Jessen».
1948—1949 гг. — заместитель директора лаборатории отдалённой гибридизации АН СССР.
1949—1970 гг. — старший научный сотрудник отдела геоботаники Ботанического института В. Л. Комарова АН СССР (БИН РАН), с 1959 по 1969 г. заведующий Ботаническим музеем БИН РАН.
1954 г. — присвоено звание профессора.
1970—1979 гг. — старший научный сотрудник отдела отдалённой гибридизации Главного Ботанического сада (Москва)
Фатих Хафизович умер 2 сентября 1982 года. Похоронен у себя на родине — в селе Средняя Елюзань.
Именем профессора Ф. Х. Бахтеева названа одна из улиц Средней Елюзани.

## Научная деятельность
Ф. Х. Бахтеевым опубликовано более 200 научных работ по вопросам биологии, селекции, цитологии, экологии ячменя и других культур.
Профессор Ф. Х. Бахтеев был учеником Н. И. Вавилова, участвовал в последней экспедиции академика в Западную Украину, внёс большой вклад в издание и пропаганду научных трудов этого выдающегося учёного XX столетия. 100-летию со дня рождения Н. И. Вавилова посвящена книга Ф. Х. Бахтеева — «Николай Иванович Вавилов: 1887—1943».
В 1970 году АН СССР награждён премией имени академика Н. И. Вавилова за серию работ по проблемам происхождения, генетики и селекции ячменя.
Состоял членом Русского ботанического общества с 1950 года.

## Основные научные труды
- Шенников А. П., Бахтеев Ф. Х. К созданию устойчивых агрофитоценозов из многолетних трав // Бот. журн.. — М.; Л.: Изд-во АН СССР, 1951. — Т. 36, вып. 6. — С. 575——590.
- Бахтеев Ф. Х., Даревская Е. М. Ботаническое описание гибрида F1 от скрещивания ячменя с элимусом (Hordelymus zizinii Bacht. et Dar.) // Бот. журн.. — М.; Л.: Изд-во АН СССР, 1950. — Т. 35, вып. № 2. — С. 188——191.
- Бахтеев Ф. Х. Проблемы экологии, физиологии и селекции ячменей. — М.; Л.: Изд-во АН СССР, 1953.
- Бахтеев Ф.Х. Ячмень. — М.; Л.: Сельхозгиз, 1955. — 188 с.
- Бахтеев Ф.Х. К генетике ячменя (скрещивания дикорастущих представителей ячменя —- Hordeum spontaneum C.Koch. с культурными формами Hordeum) // Бот. журн.. — М.; Л.: Изд-во АН СССР, 1956. — Т. 41, № 11. — С. 1591—1603.
- Бахтеев Ф. Х. К истории культуры ячменя в СССР // Материалы по истории земледелия СССР. Сб. II.. — М.; Л., 1956. — С. 204—257.
- Бахтеев Ф. Х. Ископаемая форма  культурного ячменя Hordeum lagunculiforme Michi // Доклады АН СССР. — 1956. — Т. 110, № 1. — С. 153—155.
- Бахтеев Ф.Х. Систематика возделываемых ячменей. — М.-Л: АН СССР, 1960. — 39 с.
- Якубцинер М. М., Антропова В. Ф., Бахтеев Ф. Х. и др. Руководство по апробации сельскохозяйственных культур: Зерновые и крупяные культуры. — М.: Колос, 1966. — 456 с.
- Бахтеев Ф.Х. Важнейшие плодовые растения: Пособие для учителей. — Просвещение, 1970. — 351 с. — 40 000 экз.
- Бахтеев Ф.Х. Николай Иванович Вавилов: 1887— 1943. — Новосибирск: Наука, 1987. — 272 с.
- Бахтеев Ф.Х. Очерки по истории и географии важнейших культурных растений. — М.: Учпедгиз, 1960. — С. 371.